# Erioptera tordi
Erioptera tordi là một loài ruồi trong họ Limoniidae. Chúng phân bố ở miền Cổ bắc.